# Hyeongwang
Hyeongwang (VI w.-zm. 575?; 현광) – koreański mnich, prekursor szkoły ch’ŏnt’ae w Baekje.

## Życiorys
Chociaż w Song gaoseng chuan jest uważany za pochodzącego z Silli, to na pewno pochodził z Baekje, jeszcze przed jego upadkiem. Jego działalność skupiała się wokół Ungju w Baekje.
Jako młodzieniec porzucił świeckie życie i pragnął zostać uczniem któregoś z wybitnych nauczycieli tego okresu.
Udał się drogą morską do Chin. Dotarł do państwa Chen, gdzie na górze Heng spotkał wczesnego patriarchę szkoły tiantai Nanyuego Huisiego (515-577) i został jego uczniem. Był wychwalany przez mistrza Huisiego za kompletne zrozumienie Sutry lotosu. Mistrz potwierdził także jego głębokie zrozumienie słowami: "To, czego doświadczyłeś jest prawdziwe i bez ułudy. Dokładnie strzeż tego i podtrzymuj, a twoje przeniknięcie Dharmy stanie się pełniejsze i bardziej głębokie. Powinieneś teraz wrócić do swojego kraju i tam ustanowić te skuteczne w działaniu środki (...).     
Po powrocie do ojczyzny przebywał na górze Ong w Ungju, gdzie praktykował samadhi rozkwitającej Dharmy. Początkowo przebywał w małej pustelni, która z biegiem czasu rozwinęła się w kompletny klasztor. Nauczał również ludzi prawd Sutry lotosu oraz przekonywał ich do wiary w to, że Budda jest manifestacją wiecznej prawdy i powszechnym wybawieniem. Miał również bardzo liczną grupę uczniów.
Gdy patriarcha Huisi wybudował budynek, w którym pragnął zgromadzić obrazy, portret Hyeongwanga był jednym z portretów dwudziestu ośmiu wybitnych mistrzów, których tak uhonorował. Podobizna Hyeongwanga wisi także w Budynku Patriarchów w klasztorze Guoqing na górze Tiantai.
Zmarł prawdopodobnie około 575 r.  
Sprawił, że Sutra lotosu była studiowana i praktykowana w Baekje w czasach panowania króla Mu (600-641).